# Audea legrandi
Audea legrandi là một loài bướm đêm trong họ Erebidae.